# Гитмарк, Линн
Линн Ги́тмарк (норв. Linn Githmark; 26 сентября 1982, Осло, Норвегия) — норвежская кёрлингистка.
Играла на позиции третьего и четвёртого. Была скипом своей команды.

## Достижения
- Чемпионат мира по кёрлингу среди женщин: серебро (2004), бронза (2005).
- Чемпионат Европы по кёрлингу: бронза (2004).
- Зимняя Универсиада: бронза (2003).
- Чемпионат Норвегии по кёрлингу среди женщин: золото (2003, 2007), серебро (2017, 2018)[2].
- Континентальный Кубок по кёрлингу (в составе команды Европы): серебро (2004).
- Чемпионат мира по кёрлингу среди юниоров: золото (2004).

- Почётный приз Всемирной федерации кёрлинга Frances Brodie Award: 2010.

## Команды
| Сезон                                             | Четвёртый        | Третий                  | Второй              | Первый                  | Запасной                                                                   | Турниры                              |
| ------------------------------------------------- | ---------------- | ----------------------- | ------------------- | ----------------------- | -------------------------------------------------------------------------- | ------------------------------------ |
| 1996—97                                           | Линн Гитмарк     | Хенриетте Ванг          | Cathinka Ring Heger | Марианне Рёрвик         | Hege Elin Skogan                                                           | ЧМЮ 1997 (10 место)                  |
| 1997—98                                           | Марианне Рёрвик  | Линн Гитмарк            | Хенриетте Ванг      | Камилла Хольт           | Cathinka Ring Heger                                                        | ЧМЮ 1998 (8 место)                   |
| 1998—99                                           | Хенриетте Ванг   | Линн Гитмарк            | Марианне Рёрвик     | Камилла Хольт           | Cathinka Ring Heger                                                        | ЧМЮ 1999 (8 место)                   |
| 1999—00                                           | Линн Гитмарк     | Марианне Рёрвик         | Cathinka Ring Heger | Хенриетте Ванг          | Шарлотте Ховринг                                                           | ЧМЮ 2000 (8 место)                   |
| 2000—01                                           | Линн Гитмарк     | Марианне Рёрвик         | Хенриетте Ванг      | Cathinka Ring Heger     | Шарлотте Ховринг                                                           | ЧМЮ 2001 (8 место)                   |
| 2001—02                                           | Линн Гитмарк     | Марианне Рёрвик         | Cathinka Ring Heger | Кристин Скаслиен        | Marte Bakk                                                                 | ЧМЮ 2002 (9 место)                   |
| 2002—03                                           | Линн Гитмарк     | Марианне Рёрвик         | Stine Moe           | Åse Rommetveit Celius   | Solveig Enoksen                                                            | ЧМЮ-Б 2003 · ЧМЮ 2003 (8 место)      |
| 2002—03                                           | Линн Гитмарк     | Марианне Рёрвик         | Шарлотте Ховринг    | Хенриетте Ванг          |                                                                            | ЗУ 2003                              |
| 2003—04                                           | Линн Гитмарк     | Марианне Рёрвик         | Stine Moe           | Åse Rommetveit Celius   | Solveig Enoksen                                                            | ЧМЮ 2004                             |
| 2003—04                                           | Дорди Нурбю      | Линн Гитмарк            | Марианне Хаслум     | Камилла Хольт           | Марианне Рёрвик тренер: Сёрен Гран                                         | ЧМ 2004                              |
| 2004—05                                           | Дорди Нурбю      | Линн Гитмарк            | Марианне Хаслум     | Камилла Хольт           | Марианне Рёрвик (ЧЕ, ЧМ) тренеры: Томас Лёвольд (ЧЕ), Оле Ингвальдсен (ЧМ) | ЧЕ 2004 · ККК 2004 · ЧМ 2005         |
| 2006—07                                           | Линн Гитмарк     | Хенриетте Ванг          | Camilla Groeseth    | Gina Groeseth           |                                                                            |                                      |
| 2009—10                                           | Марианне Рёрвик  | Линн Гитмарк            | Хенриетте Лёвар     | Кристин Скаслиен        | Ингрид Стенсруд тренер: Петтер Моэ                                         | ЧЕ 2009 (7 место)                    |
| 2009—10                                           | Линн Гитмарк     | Хенриетте Лёвар         | Кристин Лёвсет      | Кристине Ведум Давангер |                                                                            |                                      |
| 2009—10                                           | Линн Гитмарк     | Хенриетте Лёвар         | Ингрид Стенсруд     | Кристин Скаслиен        | Кристин Лёвсет                                                             | ЧМ 2010 (9 место)                    |
| 2010—11                                           | Линн Гитмарк     | Хенриетте Лёвар         | Ингрид Стенсруд     | Кристин Скаслиен        | Марианне Рёрвик (ЧМ) тренер: Тормод Андреассен                             | ЧЕ 2010 (6 место) ЧМ 2011 (10 место) |
| 2011—12                                           | Линн Гитмарк     | Хенриетте Лёвар         | Ингрид Стенсруд     | Кристин Скаслиен        | Марианне Рёрвик                                                            | ЧЕ 2011 (10 место)                   |
| 2012—13                                           | Линн Гитмарк     | Кристине Ведум Давангер | Ингрид Стенсруд     | Кристин Скаслиен        | Camilla Groeseth                                                           | ЧЕ 2012 (12 место)                   |
| 2012—13                                           | Линн Гитмарк     | Пиа Трульсен            | Ингрид Михальсен    | Camilla Groeseth        | Хенриетте Лёвар                                                            |                                      |
| 2016—17                                           | Линн Гитмарк     | Хенриетте Лёвар         | Кристин Лёвсет      | Гёрил Бюэ               |                                                                            | ЧНЖ 2017                             |
| 2017—18                                           | Кристин Скаслиен | Линн Гитмарк            | Ингвиль Скага       | Jennifer Cunningham     |                                                                            | ЧНЖ 2018                             |
| Кёрлинг для смешанных пар (mixed doubles curling) |                  |                         |                     |                         |                                                                            |                                      |
| 2008                                              | Линн Гитмарк     | Tormod Andreasson       |                     |                         |                                                                            | ЧМСП 2008 (4 место)                  |
| 2017                                              | Линн Гитмарк     | Маркус Хёйберг          |                     |                         |                                                                            | ЧНСП 2017 (5 место)                  |

(скипы выделены полужирным шрифтом)